# Панокија
Панокија је насеље у Италији у округу Парма, региону Емилија-Ромања.
Према процени из 2011. у насељу је живело 654 становника. Насеље се налази на надморској висини од 173 м.